# 飛騨祖門
飛騨 祖門（ひだ の おやかど、生没年不詳）は奈良時代末期から平安時代初期の官人。飛騨国(岐阜県北部)の人。姓は国造。官位は外従五位下、主税助。

## 経歴
桓武朝の延暦2年（783年）12月、従七位上の時に飛騨国造となる。それからしばらく記録が途絶えるが、外従五位下にのぼっている。平城朝の大同3年（808年）には主計助になり、ほどなくして主税助へと転任している。なお、もう一人の主税助は犬上望成で、主税頭は中科雄庭である。

## 官歴
- 時期不詳：従七位上
- 延暦2年（783年）12月2日：飛騨国造
- 時期不詳：外従五位下
- 大同3年（808年）4月19日：主計助。9月5日：主税助